# Nguyễn Thị Thúy Hằng
Nguyễn Thị Thúy Hằng (* 19. November 1997 in Bình Sơn, Quảng Ngãi) ist eine vietnamesische Fußballspielerin.

## Karriere

### Vereine
Auf Klubebene ist sie seit 2015 beim Than Khoáng Sản Việt Nam WFC.

### Nationalmannschaft
Erste Einsätze für die vietnamesische A-Nationalmannschaft sammelte sie ab dem Jahr 2017. Im Jahr 2018 nahm sie mit dem Team an der Südostasienmeisterschaft 2018 der Asienmeisterschaft 2018 und den Asienspielen 2018 teil.
Am 2. Juli 2023 wurde sie für den finalen Kader bei der Weltmeisterschaft 2023 nominiert.